# Pestchanaïa (baie, Baïkal)
La baie Pestchanaïa est une baie située sur la rive sud-ouest du lac Baïkal, dans le raïon d'Irkoutsk de l'oblast d'Irkoutsk, sur le territoire du parc national Pribaïkalsky.
Elle est située à 33 km au nord-est du village de Bolchoïe Goloustnoïe, entouré de collines des monts du Littoral. Une section du sentier de grande randonnée du lac Baïkal relie le village à la baie.
La baie s'avance dans les terres sur 400 mètres. La largeur de l'entrée de la baie entre les caps Mali Kolokolni et Bolchoï Kolokolni est de 950 mètres.
Dans la baie, il y a une jetée, un camping et un centre de loisirs.

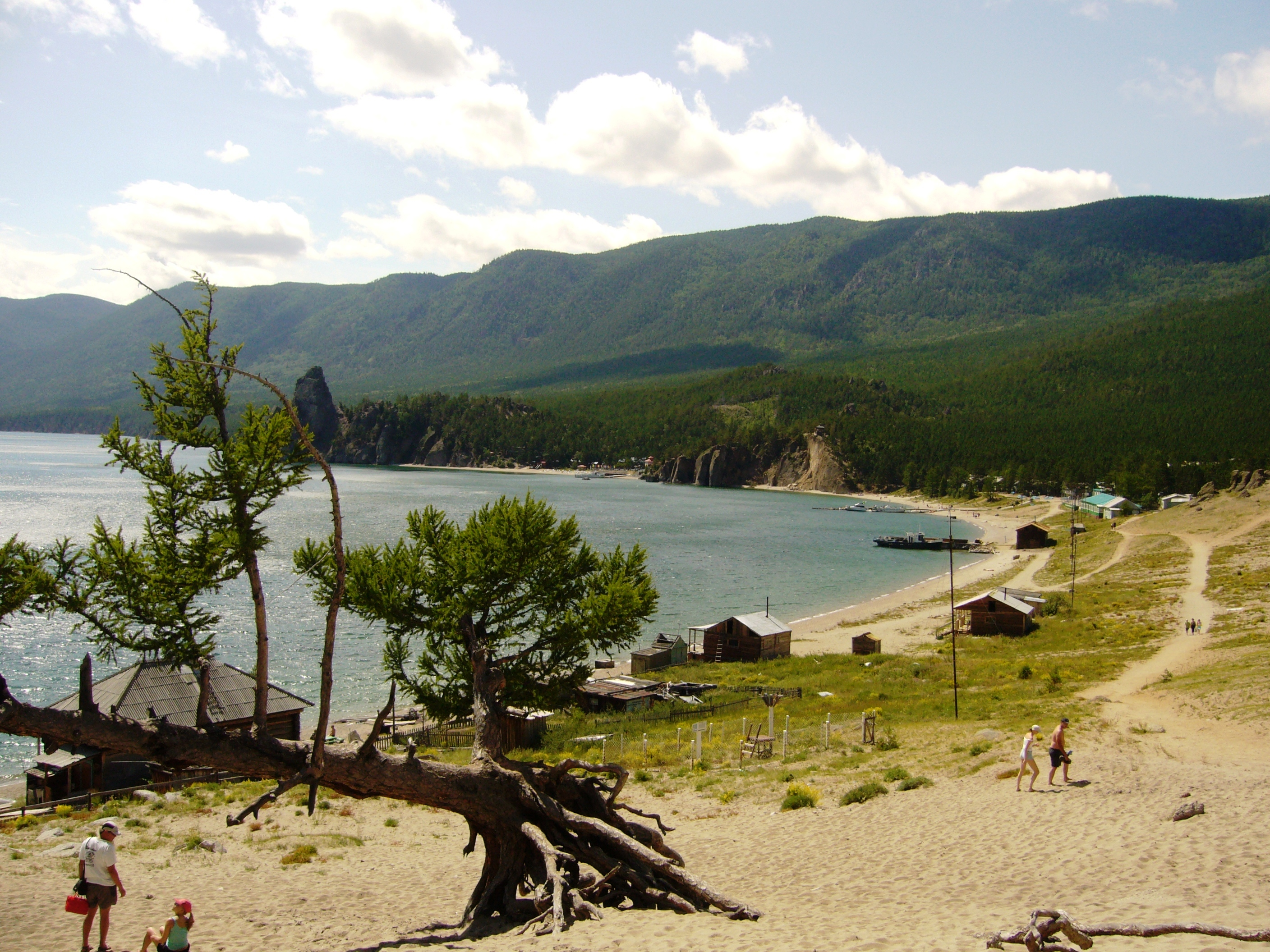
Vue de la baie